# Clube Atlético Paulistano (São Roque)
O Clube Atlético Paulistano é uma agremiação esportiva brasileira da cidade de São Roque, estado de São Paulo. Fundado no dia 28 de novembro de 1950, suas cores são vermelha, preta e branca e tem como mascote, o Mamute da Vila Aguiar. O clube é filiado e disputa as competições da Federação Paulista de Futebol - FPF.

## História
O clube foi fundado em 1950, numa homenagem ao homônimo da capital paulista. Até 1985, o clube disputou competições amadores da cidade de São Roque.
O clube profissionalizou o departamento de futebol em 1986 e disputou pela primeira vez o Campeonato Paulista de Futebol da Terceira Divisão (atual A3). Disputou ininterruptamente os campeonatos estaduais de acesso até 1995, quando pediu licença a Federação Paulista de Futebol.
Em 1998, o clube voltou a disputar uma competição profissional, graças a um acordo com o São Paulo Futebol Clube. Entretanto, a parceria não evoluiu e o time voltou a ficar inativo no ano seguinte. No ano de 2001, a equipe são roquense voltou a disputar a sexta divisão do futebol estadual, onde permaneceu até 2002.
No ano seguinte, o clube fechou uma parceria com a empresa coreana Red and Blue, que administraria todas as categorias de base do clube. Porém, o trabalho, que teve início em janeiro, durou somente seis meses e a parceria foi desfeita.
Para a temporada 2008, o Paulistano realizou uma parceria com o projeto FAE (Futuro Através do Esporte), que é coordenado pelo SINTUSP - Sindicato dos Funcionários da Universidade de São Paulo. O elenco realizou o início da sua preparação no Centro de Treinamento na USP e concluiu sua pré-temporada em São Roque. No total, foram 14 campeonatos profissionais disputados.
Após um longo período licenciado das competições da FPF, o clube no ano de 2016 retornou as atividades profissionais com as categorias de base Sub 15 e Sub 17, disputando o Torneio Paulista - FPF, no qual sagrou-se campeão do Sub 15 e ficou na 4ª colocação do Sub 17.

## Presidentes
- Antônio Santo Pocciotti
- Ayrton Joao Piccirillo
- Agnaldo Grando

## Estatísticas

### Participações
| Competição         | Temporadas | Melhor campanha     | Anos                  | A | R |
| Série A3           | 5          | Sem dados           | 1986-1987 e 1991-1993 | – | 1 |
| Segunda Divisão    | 4          | Sem dados           | 1988-1990 e 2008      | 1 | – |
| Série B2 (extinta) | 3          | Sem dados           | 1994-1995 e 1998      | – | – |
| Série B3 (extinta) | 2          | 16º colocado (2002) | 2001-2002             | – |   |